# باشگاه فوتبال ویلش ماسال‌لی
یکی از بهترین تیم های جمهوری آذربایجان
باشگاه فوتبال ویلش ماسال‌لی (انگلیسی: FK Viləş Masallı) یک باشگاه فوتبال در کشور جمهوری آذربایجان است که در شهر ماساللی فعالیت دارد.